# See of Rome Act 1536
See of Rome Act 1536 var en engelsk parlamentsakt som infördes 1536. Det var en del av reformationen i England.
Det var en parlamentsakt som infördes av reformationsparlamentet. Akten fördömde påvens auktoritet och gjorde det åtalbart för alla innehavare av ett religiöst eller sekulärt ämbete att inte avlägga ed om att frånsäga sig påvens överhöghet och erkänna monarkens som den beskrevs i suprematiakten. 